# Amy Williams
Amy Joy Williams (Cambridge, 29 de septiembre de 1982) es una deportista británica que compitió en skeleton. 
Participó en los Juegos Olímpicos de Vancouver 2010, obteniendo la medalla de oro en la prueba femenina individual. Ganó una medalla de plata en el Campeonato Mundial de Skeleton de 2009 y una medalla de bronce en el Campeonato Europeo de Skeleton de 2011.

## Palmarés internacional
| Juegos Olímpicos   | Juegos Olímpicos             | Juegos Olímpicos  | Juegos Olímpicos |
| Año                | Lugar                        | Medalla           | Prueba           |
| ------------------ | ---------------------------- | ----------------- | ---------------- |
| 2010               | Vancouver (Canadá)           | Medalla de oro    | Individual       |
| Campeonato Mundial |                              |                   |                  |
| Año                | Lugar                        | Medalla           | Prueba           |
| 2009               | Lake Placid (Estados Unidos) | Medalla de plata  | Individual       |
| Campeonato Europeo |                              |                   |                  |
| Año                | Lugar                        | Medalla           | Prueba           |
| 2011               | Winterberg (Alemania)        | Medalla de bronce | Individual       |